# Santuario di Santa Maria a Ponterosso
Il santuario di Santa Maria a Ponterosso si trova a Figline Valdarno, nel comune di Figline e Incisa Valdarno, Città metropolitana di Firenze.

## Storia e descrizione
Il santuario trae origine da un'immagine della Madonna con il Bambino della fine del Quattrocento, ritenuta miracolosa: questa, situata in origine su un tabernacolo presso un "ponte rosso", fu inglobata in un oratorio nel 1499, poi distrutto da un'alluvione nel 1557, che salvò solo il pezzo di muro sostenente l'affresco.
La sopravvivenza dell'immagine sacra aumentò la popolarità e la devozione popolare verso di essa e si decise quindi l'erezione nel 1570 di una nuova chiesa nella quale fu trasportata, e dell'adiacente palazzo. L'operazione, sostenuta finanziariamente dai Medici, costituì una delle numerose iniziative edificatorie intraprese dal governo mediceo nella seconda metà del Cinquecento, volte a promuovere i culti locali.
Nel Settecento il santuario passò ai vallombrosani e già dal 1713 si intrapresero una serie di interventi tesi a rinnovare la sacrestia ed il palazzo adiacente per adattarlo a sede del Monastero e, in seguito a riordinare l'assetto della chiesa. L'affresco oggetto di devozione era in origine collocato ad uno degli altari laterali, ma fu deciso, per salvarlo dai continui problemi di umidità, di realizzare per esso un'edicola da porsi al nuovo altare maggiore, nella quale fu traslato nel 1753. Il retrostante coro fu decorato con affreschi e gli altari laterali della navata furono decorati con stucchi. 

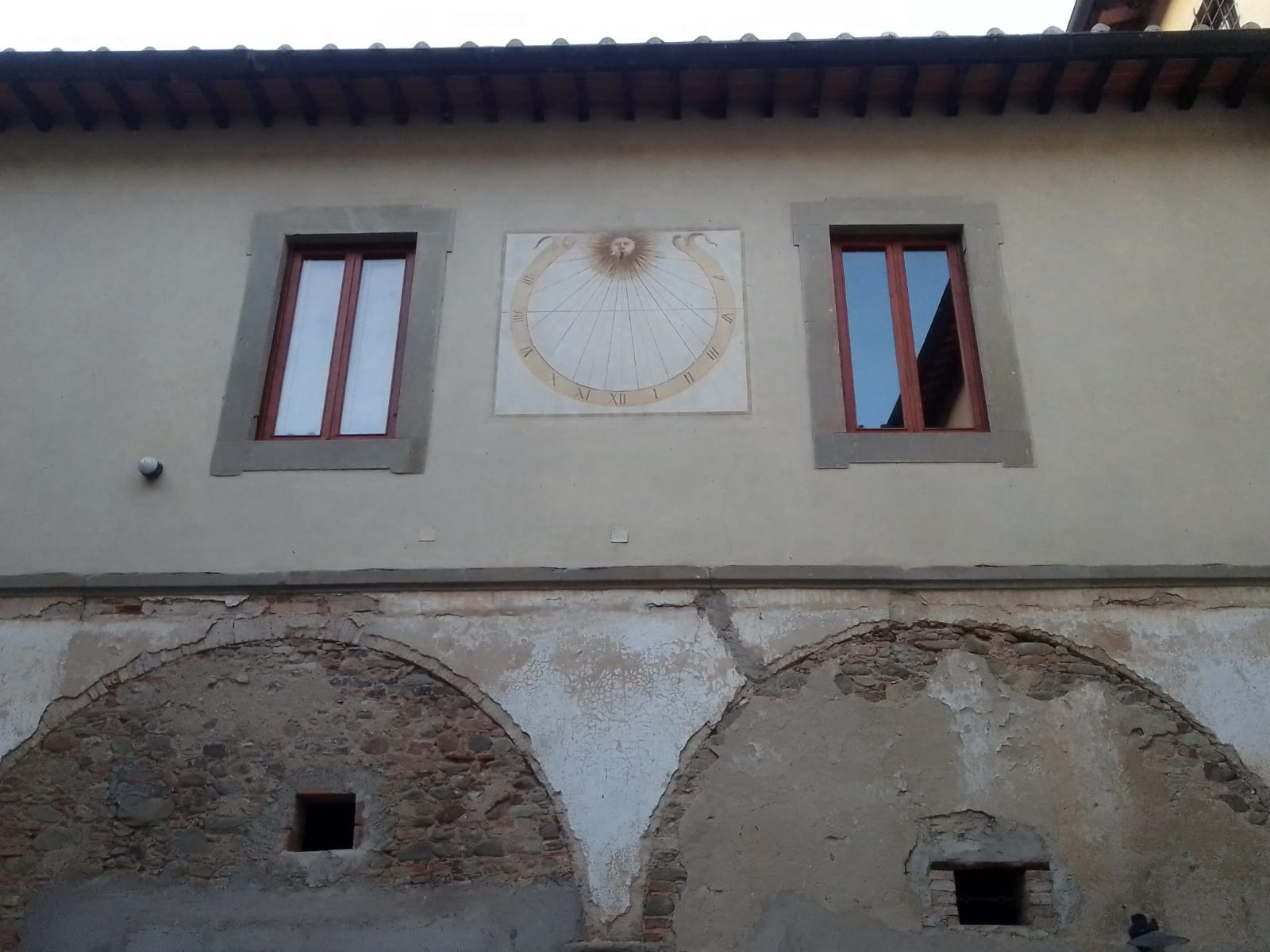
Meridiana restaurata corte interna monastero

## Descrizione

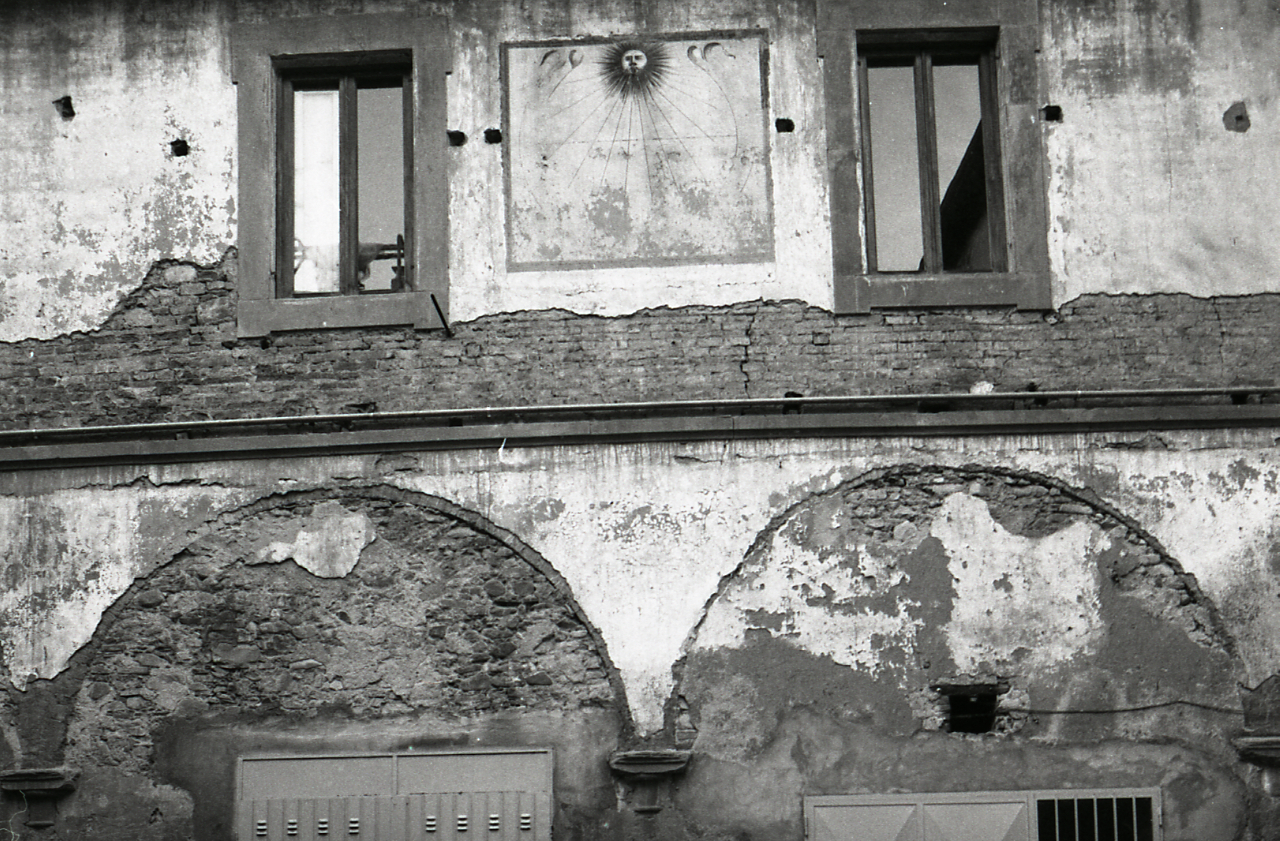
Meridiana 1950 foto Paolo Monti

La chiesa, di aspetto tardorinascimentale e di autore ancora non identificato, ha una sobria facciata intonacata con timpano introdotta da un portico settecentesco, progettato da Antonio Ferri e realizzato nel 1771, che sostituisce parzialmente l'antico loggiato secentesco andato perduto. L'interno ad aula unica è concluso da un arco trionfale sostenuto da paraste scanalate che incornicia al centro l'edicola presso l'altare maggiore con l'affresco di scuola peruginesca, opera di Giovanni di Papino Calderini, un pittore figlinese che lo ha eseguito nell'ultimo decennio del Quattrocento.

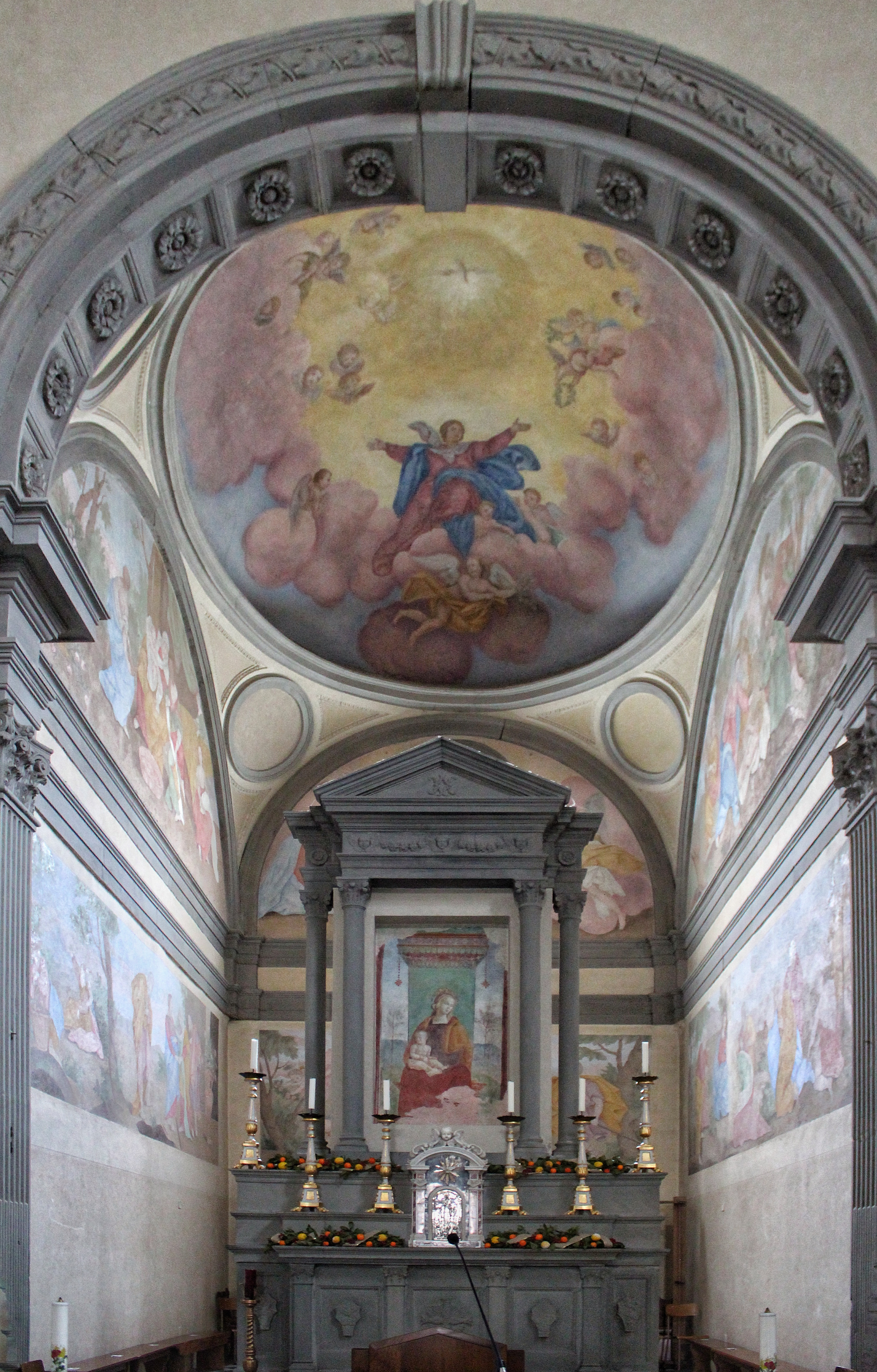
Veduta del presbiterio con l'edicola della Madonna col Bambino

Nel coro dietro l'altare maggiore sono gli affreschi a cui si è accennato con Storie della Vergine e Storie dell'Infanzia di Cristo e nella cupola soprastante un'Assunzione della Vergine, documentati alla mano di Pietro Betti, cugino del pittore fiorentino Sigismondo, che li eseguì tra 1752 e 1753.